# Tauchira grandiceps
Tauchira grandiceps är en insektsart som först beskrevs av Willemse, C. 1928.  Tauchira grandiceps ingår i släktet Tauchira och familjen gräshoppor. Inga underarter finns listade i Catalogue of Life.